# Паранормална активност 2
„Паранормална активност 2“ (на английски: Paranormal Activity 2) е американски свръхестествен филм на ужасите от 2010 г.

## Сюжет
Внимание:  Текстът по-долу разкрива сюжета на произведението (или части от него)!
Два месеца преди и малко след събитията от първия филм, сестрата на Кейти, Кристи Рей и нейното семейство живеят в Карлсбад. Около тяхното бебе Хънтър се случват странни неща. След предполагаем обир семейството поставя камери в дома си и около него, за да разбере, че нещата са много по-зловещи.

## Актьорски състав
- Кейти Федърстън – Кейти
- Спрейг Грейдън – Кристи Рей
- Брайън Болънд – Даниъл Рей
- Моли Ефрейм – Али Рей
- Сет Гинсбърг – Брад